# Lodivod (kniha)
Lodivod (1823, The Pilot) je historický dobrodružný román amerického romantického spisovatele Jamese Fenimora Coopera. Podnětem k jeho napsání bylo autorovo seznámení se s knihou Pirát (1821, The Pirate) od Waltra Scotta. Jde o první americký román s námořní tematikou.
Román se odehrává v době americké války za nezávislost a jeho hrdinou je tajuplný cizinec, který s odvahou a neuvěřitelnou zručností vede lodi amerických povstalců záludnými vodami u Britských ostrovů. Jeho jméno se v románu nedozvíme, říká se mu prostě lodivod, ale podle historických souvislostí jde o původem skotského námořníka Johna Paula Jonese (1747–1792), považovaného za jednoho ze zakladatelů Námořnictva spojených států amerických.

## Obsah románu

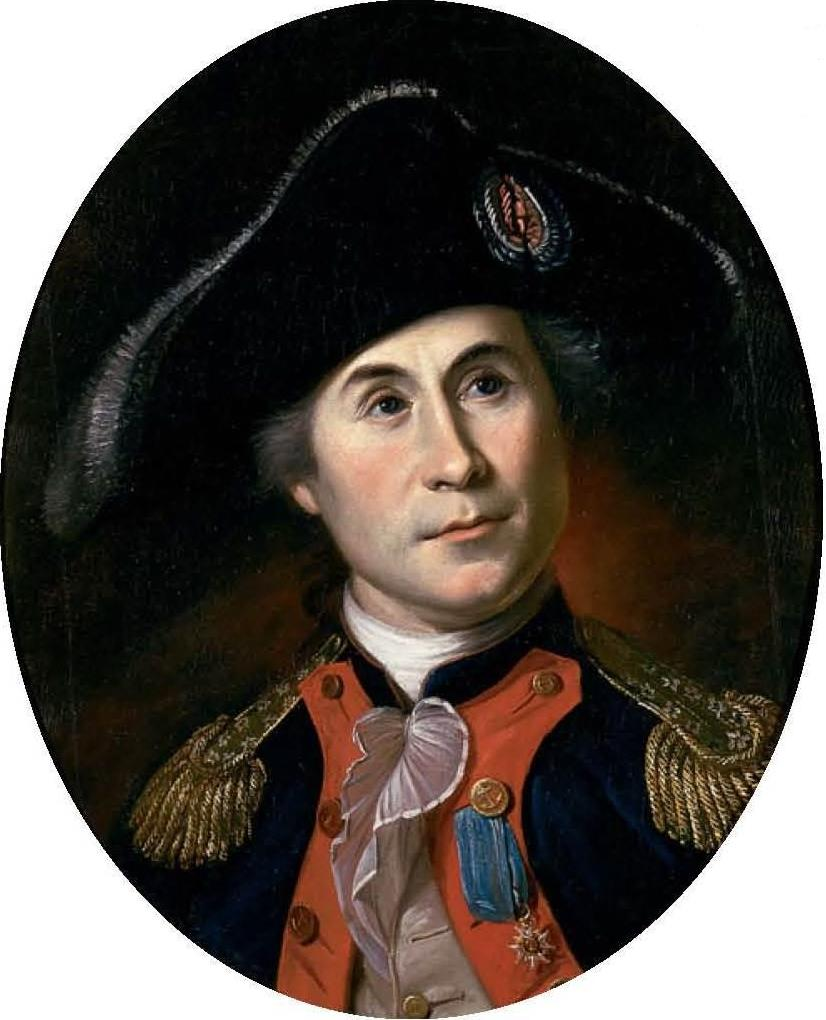
John Paul Jones

K Britským ostrovům připlouvá americká povstalecká fregata s cílem zajmout některé z významných osobností nepřítele a později je vyměnit za americké zajatce, případně narušovat britské zásobovací trasy. Loď k pobřeží vede muž zvaný lodivod, kterého Angličané považují za piráta a jehož skutečné jméno snad kromě kapitána lodě nikdo nezná.
Dojde k nočnímu vylodění povstalců na anglickém skalnatém pobřeží a následně k přepadení bývalého kláštera, kde nedobrovolně žijí Kateřina a Cecílie, snoubenky dvou amerických lodních důstojníků Griffitha a Barnstableea. Kromě nich je obyvatelkou kláštera také mladá žena Alice, kterou lodivod zná od mládí, miluje jí a doufá, že s ním odjede. Alice však nechce opustit svou rodnou zem a je jí také líto, že lodivod tím, že bojuje na straně povstalců, vlastně zradil svou vlast.
Při odjezdu je americká loď napadena velkým anglickým válečným trojstěžníkem, který jim brání dostat se na širé moře. Nejprve dojde k vítěznému boji s jeho doprovodnými fregatami a pak se lodivodovi díky podrobné znalosti pobřežních mělčin podaří před trojstěžníkem, který má větší ponor, uprchnout.
Když dostane lodivod loď do bezpečí na širé moře, opustí ji. Další informaci o něm se dozvídáme až po dvanácti letech od výše popsaných událostí. Griffith se v novinách dočte, že právě zemřel.

## Česká vydání
- Lodivod, Josef R. Vilímek, Praha 1929, přeložil František Král, znovu 1935.
- Lodivod, Albatros, Praha 1973, přeložil Vladimír Henzl.